# Чемпионат Европы по футболу 2004 среди юношей до 17 лет
Чемпионат Европы по футболу 2004 года среди юношей до 17 лет — третий турнир, прошедший в формате для игроков до 17 лет. Турнир прошёл во Франции, сборная которой и выиграла трофей.

## Составы
В состав каждой сборной входило 18 игроков, каждый из которых родился после 1 января 1987 года.

## Финальный турнир

### Группа A
| М | Команда           | И | В | Н | П | Мячи   | ±  | О |
| - | ----------------- | - | - | - | - | ------ | -- | - |
| 1 | Франция           | 3 | 3 | 0 | 0 | 6 − 1  | +5 | 9 |
| 2 | Испания           | 3 | 2 | 0 | 1 | 5 − 2  | +3 | 6 |
| 3 | Турция            | 3 | 1 | 0 | 2 | 6 − 5  | +1 | 3 |
| 4 | Северная Ирландия | 3 | 0 | 0 | 3 | 3 − 12 | −9 | 0 |

| Испания      | 1–0  | Турция |
| ------------ | ---- | ------ |
| Маркитос 40′ | УЕФА |        |

| Франция                                                  | 3–0  | Северная Ирландия |
| -------------------------------------------------------- | ---- | ----------------- |
| Карим Бензема 73′ · Хатем Бен Арфа 76′ · Франк Сонго 79′ | УЕФА |                   |

| Северная Ирландия                           | 2–5  | Турция                                                                            |
| ------------------------------------------- | ---- | --------------------------------------------------------------------------------- |
| Крис Тёрнер 42′ (пен.) · Майкл О’Коннор 82′ | УЕФА | Эргин Келеш 14′, 36′ · Дениз Йылмаз 22′ · Джаферджан Аксу 23′ · Огуз Сабанкай 74′ |

| Франция                 | 1–0  | Испания |
| ----------------------- | ---- | ------- |
| Марио Суарес 18′ (авт.) | УЕФА |         |

| Турция              | 1–2  | Франция                               |
| ------------------- | ---- | ------------------------------------- |
| Джаферджан Аксу 83′ | УЕФА | Хатем Бен Арфа 42′ · Жереми Менез 69′ |

| Северная Ирландия | 1–4  | Испания                                       |
| ----------------- | ---- | --------------------------------------------- |
| Мэттью Доэрти 49′ | УЕФА | Марк Педраса 27′, 35′, 42′ · Диего Капель 66′ |

### Группа В
| М | Команда    | И | В | Н | П | Мячи  | ±  | О |
| - | ---------- | - | - | - | - | ----- | -- | - |
| 1 | Англия     | 3 | 3 | 0 | 0 | 6 − 1 | +5 | 9 |
| 2 | Португалия | 3 | 1 | 1 | 1 | 5 − 3 | +2 | 4 |
| 3 | Австрия    | 3 | 1 | 1 | 1 | 2 − 2 | 0  | 4 |
| 4 | Украина    | 3 | 0 | 0 | 3 | 1 − 8 | −7 | 0 |

| Украина | 0–2  | Англия                        |
| ------- | ---- | ----------------------------- |
|         | УЕФА | Шейн Пол 60′ · Натан Дойл 79′ |

| Австрия | 0–0  | Португалия |
| ------- | ---- | ---------- |
|         | УЕФА |            |

| Украина        | 1–2  | Австрия                        |
| -------------- | ---- | ------------------------------ |
| Роман Дорош 5′ | УЕФА | Даниэль Граманн 9′ (пен.), 11′ |

| Англия                            | 3–1  | Португалия       |
| --------------------------------- | ---- | ---------------- |
| Шейн Пол 4′, 56′ · Марк Дэвис 79′ | УЕФА | Бруну Морейра 8′ |

| Португалия                                                       | 4–0  | Украина |
| ---------------------------------------------------------------- | ---- | ------- |
| Бруну Гама 11′, 22′ (пен.) · Руй Гомеш 51′ · Фаушту Лоуренсу 82′ | УЕФА |         |

| Англия          | 1–0  | Австрия |
| --------------- | ---- | ------- |
| Леви Портер 54′ | УЕФА |         |

### Полуфиналы
| Франция                                                 | 3–1  | Португалия        |
| ------------------------------------------------------- | ---- | ----------------- |
| Самир Насри 52′ · Жереми Менез 56′ · Хатем Бен Арфа 62′ | УЕФА | Бруну Морейра 27′ |

| Англия       | 1–2  | Испания                                 |
| ------------ | ---- | --------------------------------------- |
| Кайл Рид 18′ | УЕФА | Маркитос 10′ · Сеск Фабрегас 80′ (пен.) |

### Матч за 3-е место
| Португалия                                                       | 4–4  | Англия                                                              |
| ---------------------------------------------------------------- | ---- | ------------------------------------------------------------------- |
| Фаушту Лоуренсу 13′ · Жуан Педру Силва 24′, 98′ · Бруну Гама 59′ | УЕФА | Джеймс Уокер 25′, 97′ (пен.) · Кайл Рид 45′ · Марк Дэвис 62′        |
| Пенальти                                                         |      |                                                                     |
| Бруну Гама · Руй Гомеш · Элдер Барбоза · Жуан Педру Силва        | 3–2  | Джеймс Уокер · Натан Дойл · Крис Джеймс · Леви Портер · Дэвид Уитер |

### Финал
| Франция                            | 2–1  | Испания        |
| ---------------------------------- | ---- | -------------- |
| Кевин Констан 1′ · Самир Насри 79′ | УЕФА | Жерар Пике 63′ |